# Les Lilas
Les Lilas é uma comunidade francesa, localizada a 5 km de Paris. Foi fundada em 28 de Junho e 1867. Pode ser acessada direto da capital pela Linha 11 do Metrô de Paris. A cidade está situada na colina de Belleville nos subúrbios orientais de Paris, no sul do departamento de Seine-Saint-Denis.

## Personalidades ligadas à comuna
Entre os famosos oriundos e/ou instalados em Les Lilas, destacam-se:
- A atriz Maïwenn;
- O ator Jules Sitruk;
- O jogador de futebol Blanstel Koussalouka;
- A família real de Montenegro, em exílio;